# يوهان جوزيف كريستيان
يوهان جوزيف كريستيان (بالألمانية: Johann Joseph Christian)‏ هو نحات ألماني، ولد في 12 فبراير 1706 في ريدلينغن في ألمانيا، وتوفي بنفس المكان في 22 يونيو 1777.